# 2-ethylhexanoát cínatý
2–ethylhexanoát cínatý (též oktoát cínatý) (Sn(Oct)2) je organická sloučenina cínu, přesněji cínatá sůl kyseliny 2–ethylhexanové.
Vyrábí se reakcí oxidu cínatého s kyselinou 2–ethylhexanovou.
Za standardních podmínek jde v čisté podobě o čirou bezbarvou kapalinu, za přítomnosti nečistot je látka zbarvená do žluta kvůli oxidaci cínaté soli na cíničitou.
2–ethylhexanoát cínatý se používá jako katalyzátor některých polymerizačních reakcí, například při výrobě polylaktidu.